# Loenaprogramma

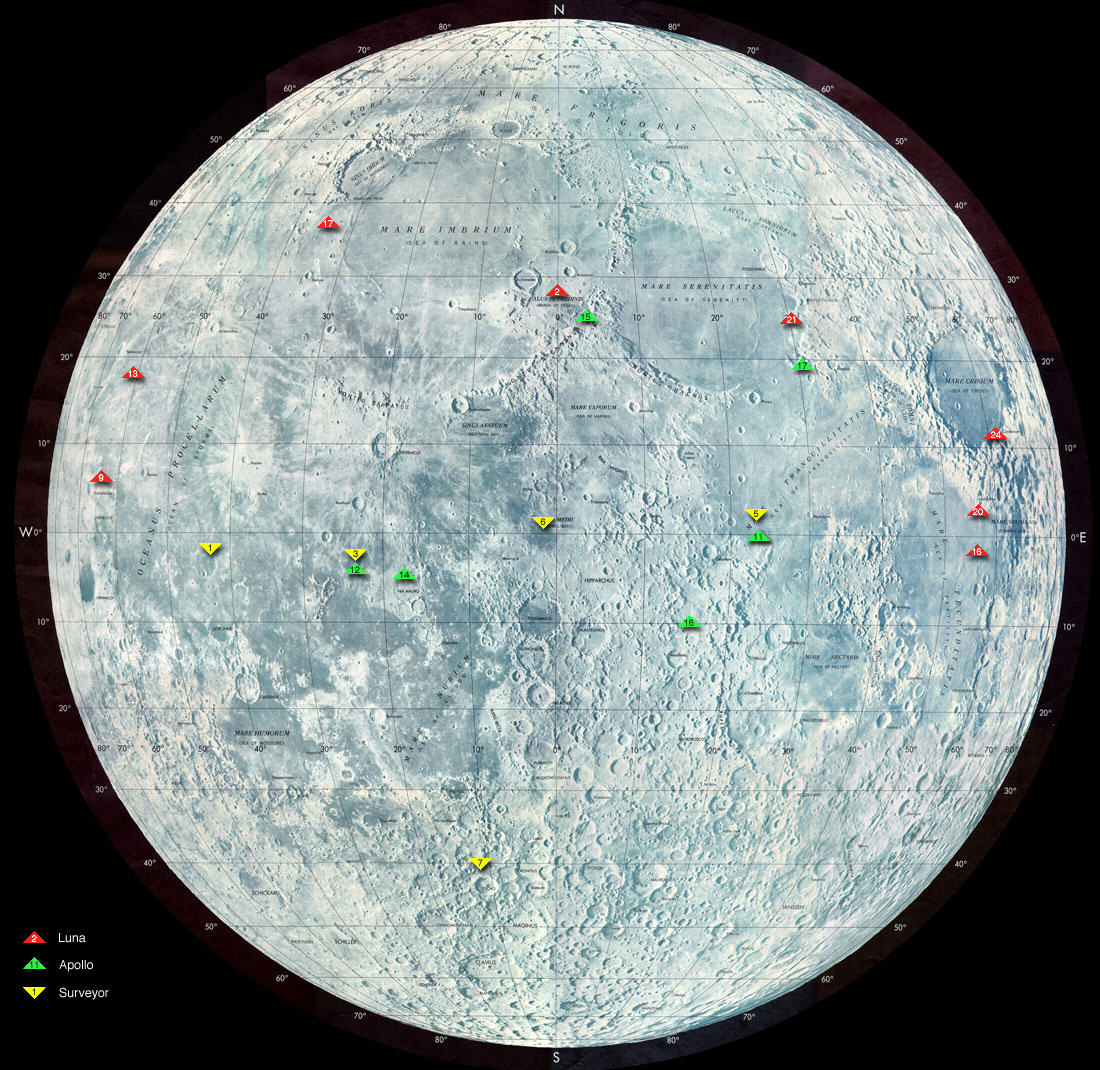
Landingsplaatsen Loena (rood), Apollo (groen) en Surveyor (geel)

Loena (Russisch: Луна, Maan, ook wel Loenik, Maantje) was een ruimtevaartprogramma van de Sovjet-Unie dat onderzoek van de Maan tot doel had. Het was de tegenhanger van de Amerikaanse maanprogramma's Ranger, Lunar Orbiter, Surveyor en Apollo. Het Russische maanonderzoek bleef onbemand en ging gepaard met primeurs en successen, maar ook met mislukkingen. De toenmalige Sovjet-Unie was nogal gesloten over de doelstellingen en met name over de mislukkingen. Pas toen de Sovjet-Unie overging tot openheid, de Koude Oorlog op zijn einde liep en Russen en Amerikanen gingen samenwerken op het gebied ruimtevaart, kwam er duidelijkheid over de vele Loenavluchten die nooit genummerd waren en over het Zondprogramma.

## Primitieve techniek
In de beginjaren van het onbemande maanonderzoek hadden de eerste verkenners slechts één doel: de maan halen. Het bescheiden maximumlanceergewicht en de toenmalige stand van de techniek lieten eenvoudigweg niet meer toe. Alleen al de maansonde genoeg snelheid geven en op een juiste koers zetten naar of net langs de maan bleek lastig genoeg. Het zou na Spoetnik 1 bijna negen jaar duren vooraleer de eerste zachte landing geschiedde.

## Resultaten
Er zijn enkele fasen in het Loenaprogramma te onderkennen:
- 1e generatie: 1958 – 1960; E-1 tot E-3
- 2e generatie: 1963 – 1968; E-6
- 3e generatie: 1969 – 1976; E-8

| Type   | Periode   | Aantal missies | Mislukte lancering | Maan gemist | Op Maan neergestort | Wel op Maan, taak niet vervuld | Succesvolle missies | Uitgevoerde taken                                                                   |
| ------ | --------- | -------------- | ------------------ | ----------- | ------------------- | ------------------------------ | ------------------- | ----------------------------------------------------------------------------------- |
| E1-E3  | 1958-1960 | 9              | 6                  | 1           | 1                   | 0                              | 1                   | foto's achterzijde Maan                                                             |
| E6     | 1963-1968 | 19             | 8                  | 2           | 3                   | 0                              | 6                   | 2 zachte landingen; 4 satellieten                                                   |
| E8     | 1968-1976 | 16             | 6                  | 0           | 2                   | 1                              | 7                   | afleveren loenochod (2×) bodemmonsters terug naar Aarde (3×) satelliet om Maan (2×) |
| Totaal | Totaal    | 44             | 20                 | 3           | 6                   | 1                              | 14                  |                                                                                     |

## De race naar de Maan
De Sovjet-Unie had als eerste een satelliet om de Aarde, mensen in de ruimte, foto's van de achterzijde van de Maan, een lander op de Maan en een satelliet om de Maan. In 1968 werd duidelijk dat Amerika als eerste een man op de Maan zou hebben. Tot het laatst toe heeft de Sovjet-Unie getracht een man om de Maan heen te sturen (Zondprogramma) of met een onbemand ruimteschip maangrond op te halen. De Loena 15 was tegelijkertijd actief met Apollo 11, maar mislukte. De eerste die een monster verzamelde was de Loena 16, die na Apollo 11 en Apollo 12 als derde maangrond naar huis meenam.

## Missieprofiel tweede generatie
De Sovjet-Unie hervatte in 1963 het Loenaprogramma met zwaardere verkenners, die 1,6 ton wogen. Deze waren ontworpen om een nuttige lading van 100 kg af te zetten op het maanoppervlak. Wel bestonden restricties met betrekking tot de landingsplaats. De landing kon alleen geschieden tussen 62° en 64° W en bij de evenaar. In deze zone vloog de Loena loodrecht op de maan af. Dit gebeurde om het geleidingssysteem relatief eenvoudig te houden.
Een standaardmissie voorzag in lancering naar een parkeerbaan. Na een omloop rond de Aarde, als de Loena zich weer boven de Sovjet-Unie bevond, ontstak men de laatste trap en begon de verkenner zijn reis van 3½ dag naar de maan.
Op een hoogte van 75 km boven de maan stootte de Loena zijn radar- en navigatieapparatuur af en schakelde de remraketten in. De bolvormige landingscapsule koppelde zich vervolgens vlak voor de landing los van het moederscheepje en maakte een zachte landing. Als de capsule eenmaal stillag op het maanoppervlak, ontvouwden zich vier kroonbladvormige panelen. Hierdoor kwam de capsule rechtop te staan, waarna antennes en tv-camera vrijkwamen.

## Derde generatie
De derde serie woog ruim 5½ ton en bestond uit een gestandaardiseerd ontwerp. Vier bolvormige brandstoftanks zorgden voor de benodigde snelheidsvermindering van 1,8 km/sec vanuit een maanbaan naar het maanoppervlak. Daarnaast beschikte deze Loena over vier afwerpbare, cilindervormige tanks voor de extra versnelling van 1 km/sec om de capsule in een maanbaan te krijgen en indien noodzakelijk manoeuvres in die baan uit te voeren. Deze missies waren onderverdeeld in drie groepen: rondcirkelende capsules, maanwagentjes afzetten of bodemmonsters nemen.

### Verschillende missies, zelfde ontwerp
De Russen ontwierpen geen verschillende Loena's voor missies bedoeld voor een zachte landing op de maan en voor missies die slechts een baan om de maan beschreven. Om een zachte landing mogelijk te maken moet de naderingssnelheid van minimaal 2,6 km/s tot vrijwel nul gereduceerd kunnen worden. Om een verkenner in een baan rond de maan te brengen, heeft men voldoende aan een voortstuwingssysteem dat de snelheid met 1 km/s kan doen variëren. Het komt er simpelweg op neer dat voor het in een baan rond de maan brengen aanzienlijk minder brandstof nodig is dan voor het uitvoeren van een zachte landing.
In plaats van een ander type Loena voor een omloopbaan te ontwikkelen, namen de Russen hiervoor het voortstuwingssysteem van een lander en tankten hier twee derde van de gebruikelijke hoeveelheid brandstof in. Het vrijgekomen gewicht gebruikte men om de nuttige lading te verhogen.
Zo had Loena 9 (die de eerste geslaagde zachte landing uitvoerde), met een totaalgewicht van 1583 kg, een nuttige lading van slechts 100 kg. Daarentegen bracht Loena 10, die in totaal 1600 kg woog, een nuttige lading van 245 kg in een baan om de maan. Dit was trouwens de eerste missie waarbij het lukte om een toestel in een baan om de maan te brengen.

### Nemen van bodemmonsters
Na een zachte landing liet de Loena aan een lange stang de boormachine neer. Vervolgens boorde deze draaiende holle boor een 35 cm diep gat in de maanbodem, waardoor de boor gevuld werd met bodemmateriaal. De arm met de boor werd weer opgetild naar de stijgtrap van de terugkeercapsule, waarna de boor goed ingepakt aan de terugreis begon.
Bij Loena 16 hadden de Russen pech; tijdens het optillen van de boor viel de helft van het verkregen bodemmonster eruit zodat ze slechts 100 gram mee terug konden nemen. Loena 20 ervoer soortgelijke problemen en verging het nog slechter: de Sovjet-Unie moest zich met een schamele 50 gram maangrond tevreden stellen (ter vergelijking: de zes Apollovluchten leverden gezamenlijk bijna 380 kg aan bodemmonsters op). Nu waren de Russen de boorperikelen meer dan beu en ze wijzigden het ontwerp daarvan ingrijpend.
De boor van Loena 24 had een flexibele binnenwand, die men het beste kan vergelijken met een worst die wordt gevuld. Dit nieuwe ontwerp bereikte een diepte van 2 meter. Na het boren werd deze, nu gevulde, binnenwand met een diameter van 8 mm en een lengte van 1,60 m uit de boor getrokken en als een stuk touw om een spoel gedraaid. Pas daarna bracht Loena 24 het bodemmonster over naar de terugkeercapsule om te verzegelen. Vervolgens wierp het vaartuig de boor af en startte zijn stijgtrap voor een loodrechte start. Toen deze was uitgebrand had de Loena 24 een snelheid van 2,7 km/sec. De landingsplaats was met opzet dusdanig gekozen dat, als de Loena zich weer buiten de zwaartekracht van de maan bevond, hij loodrecht naar de Aarde terugviel en dus geen verdere koerscorrecties noodzakelijk waren. Deze vlucht leverde een bodemmonster van 170 gram op.

## Missies
| Sonde       | Type  | Lancering         | Bijzonderheden |
| ----------- | ----- | ----------------- | --- |
| Loena 1958A | E-1   | 23 september 1958 | Kort na de lancering geëxplodeerd. |
| Loena 1958B | E-1   | 12 oktober 1958   | Kort na de lancering geëxplodeerd. |
| Loena 1958C | E-1   | 4 december 1958   | Kort na de lancering geëxplodeerd. |
| Loena 1     | E-1   | 2 januari 1959    | Was de eerste gedeeltelijk succesvolle ruimtesonde. Na een reis van 34 uur miste Loena 1 de Maan op een afstand van 5.995 kilometer en kwam in een interplanetaire baan. |
| Loena 1959A | E-1A  | 18 juni 1959      | Kort na de lancering geëxplodeerd. |
| Loena 2     | E-1A  | 12 september 1959 | Bereikte op 13 september 1959 als eerste ruimtevaartuig ooit de Maan. Sloeg in de buurt van de krater Archimedes in.                                                     |
| Loena 3     | E-3   | 4 oktober 1959    | Stuurde op 7 oktober 1959 de eerste foto's van de achterkant van de Maan terug naar de Aarde.                                                                            |
| Loena 1960A | E-3   | 15 april 1960     | Na de lancering verloren gegaan. |
| Loena 1960B | E-3   | 19 april 1960     | Rampzalige lancering. |
| Spoetnik 25 | E-6   | 4 januari 1963    | Beoogde zachte landing op de Maan. In baan om de Aarde gekomen maar daaruit niet verder.                                                                                 |
| Loena 1963B | E-6   | 2 februari 1963   | Slaagde er niet in om in een baan om de Aarde te komen. |
| Loena 4     | E-6   | 2 april 1963      | Miste de Maan op ruim 8000 kilometer. |
| Loena 1964A | E-6   | 21 maart 1964     | Slaagde er niet in om in een baan om de Aarde te komen. |
| Loena 1964B | E-6   | 20 april 1964     | Kort na lancering neergestort. |
| Kosmos 60   | E-6   | 12 maart 1965     | Niet uit baan om de Aarde gekomen, na 5 dagen teruggevallen. |
| Loena 1965A | E-6   | 10 april 1965     | Problemen met de derde trap. |
| Loena 5     | E-6   | 9 mei 1965        | Neergestort op de Maan. |
| Loena 6     | E-6   | 8 juni 1965       | Miste de Maan op 161.000 kilometer. |
| Loena 7     | E-6   | 4 oktober 1965    | Neergestort op de Maan. |
| Loena 8     | E-6   | 3 december 1965   | Inslag op de Maan. |
| Loena 9     | E-6   | 31 januari 1966   | Voerde op 3 februari 1966 de eerste zachte landing uit op de Maan. |
| Kosmos 111  | E-6S  | 1 maart 1966      | Niet uit baan om de Aarde gekomen, na 2 dagen teruggevallen. |
| Loena 10    | E-6S  | 31 maart 1966     | Eerste sonde die in een baan om de Maan gebracht werd. |
| Loena 11    | E-6LF | 24 augustus 1966  | Baan om de Maan. |
| Loena 12    | E-6LF | 22 oktober 1966   | Baan om de Maan. |
| Loena 13    | E-6M  | 21 december 1966  | Zachte landing op de Maan. |
| Loena 1968A | E-6LS | 7 februari 1968   | Probleem bij lancering. |
| Loena 14    | E-6LS | 7 april 1968      | Baan om de Maan. |
| Loena 1969A | E-8   | 19 februari 1969  | Probleem bij lancering. |
| Loena 1969C | E-8S  | 14 juni 1969      | Probleem bij lancering. |
| Loena 15    | E-8S  | 13 juli 1969      | Baan om de Maan, mislukte landingspoging. |
| Kosmos 300  | E-8S  | 23 september 1969 | Niet uit baan om de Aarde gekomen, na 4 dagen teruggevallen. |
| Kosmos 305  | E-8S  | 22 oktober 1969   | Niet uit baan om de Aarde gekomen, na 2 dagen teruggevallen. |
| Loena 1970A | E-8S  | 6 februari 1970   | Probleem bij lancering. |
| Loena 16    | E-8S  | 12 september 1970 | Bracht maanstenen terug naar de Aarde. |
| Loena 17    | E-8   | 10 november 1970  | Zachte landing. Zette maanwagentje Loenochod 1 op de Maan. |
| Loena 18    | E-8S  | 2 september 1971  | Inslag op de Maan. |
| Loena 19    | E-8S  | 28 september 1971 | Baan om de Maan. |
| Loena 20    | E-8S  | 14 februari 1972  | Zachte landing, bracht maanstenen terug. |
| Loena 21    | E-8   | 8 januari 1973    | Zachte landing. Zette maanwagentje Loenochod 2 op de Maan. |
| Loena 22    | E-8LS | 29 mei 1974       | Baan om de Maan. |
| Loena 23    | E-8LS | 28 oktober 1974   | Zachte landing, maar faalde in het terugbrengen van maanstenen. |
| Loena 1975A | E-8SM | 16 oktober 1975   | Probleem bij lancering. |
| Loena 24    | E-8SM | 9 augustus 1976   | Zachte landing, bracht maanstenen terug. |

De missienummers met jaartallen in plaats van volgnummers zijn mislukte lanceringen. Wanneer een vaartuig wel in een baan om de Aarde kwam, maar niet verder, kreeg het de naam Kosmos en eenmaal Spoetnik 25. Ruimteschepen die naar de maan vlogen, werden genummerd als Loena 1, 2 enzovoorts, ook als ze hun oorspronkelijke opdracht niet geheel of zelfs geheel niet konden volbrengen.

## Vervolg
Roskosmos initieerde in 1997 het vervolgprogramma Luna-Glob, waarbij de Loena-ruimtevaartuigen worden doorgenummerd. Loena 25 werd op 11 augustus 2023 gelanceerd. Het doel is een zachte landing bij de zuidpool van de Maan.
| Sonde    | Type | Lancering        | Bijzonderheden |
| -------- | ---- | ---------------- | -------------- |
| Loena 25 |      | 11 augustus 2023 |                |

## Afbeeldingen

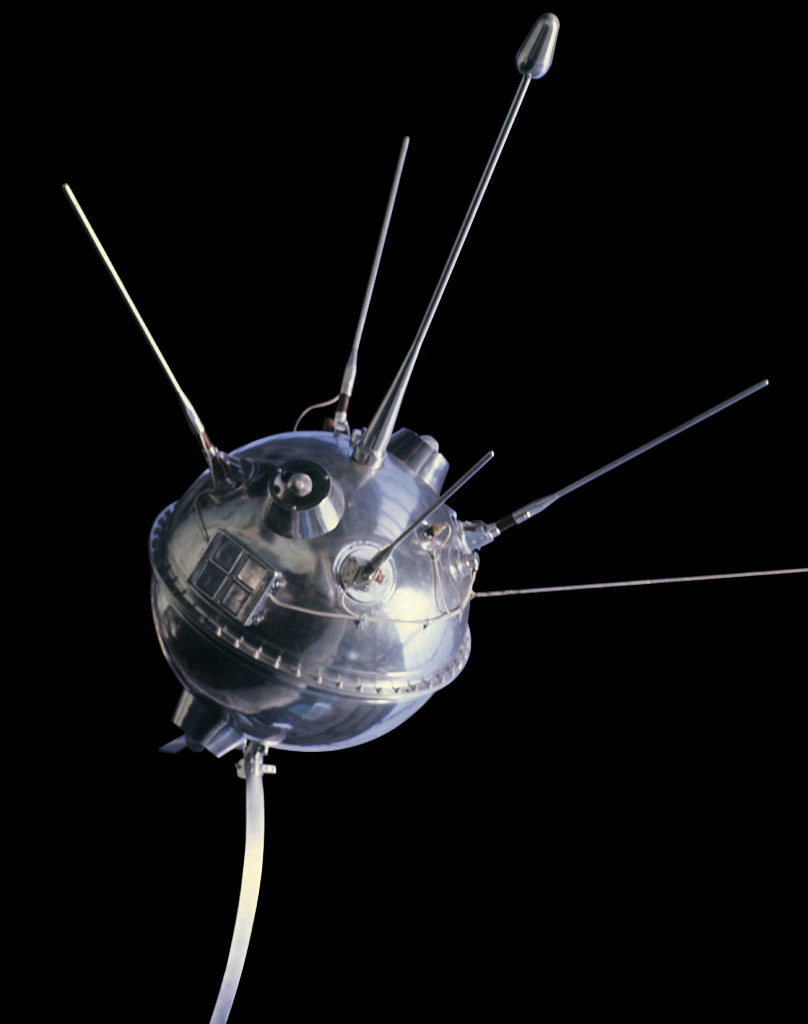
Loena 1